# Gudalura biseriata
Genre
Espèce
Gudalura biseriata, unique représentant du genre Gudalura, est une espèce d'opilions laniatores de la famille des Assamiidae.

## Distribution
Cette espèce est endémique du Tamil Nadu en Inde. Elle se rencontre dans le district des Nilgiris vers Gudalur.

## Description
Le mâle holotype mesure 4,4 mm.

## Publication originale
- Roewer, 1927 : « Weitere Weberknechte I. 1. Ergänzung der: "Weberknechte der Erde", 1923. » Abhandlungen des Naturwissenschaftlichen Vereins zu Bremen, vol. 26, p. 261–402.